# Българско неделно училище „Захари Стоянов“ (Патра)
Българско неделно училище „Захари Стоянов“ e училище на българската общност в Патра, Гърция, към Дружество на българите в Пелопонес „Хан Аспарух“. Създадено е през 2011 г. В училището се изучава български език и литература, история и география на България, както и предметите „Роден край“ и „Човек и общество“. Свидетлствата за завършен клас се признават в България.
През 2012 г. училището се сдобива с около 200 книги, дарени от Регионална библиотека „Захарий Княжески“, Стара Загора.